# ختان (مصطلح)
الختان كمصطلح إسلامي هو عادة إسلامية تتمثل في إزالة القلفة لدى الذكور المسلمين. إجراء عملية الختان لغير المسلمين بعد دخولهم في الإسلام هي موضع خلاف بين العلماء المسلمين.